# Siri Kvinlog
Siri Kvinlog (1973) è un'ex sciatrice alpina norvegese.

## Biografia
Specialista delle prove veloci, la Kvinlog debuttò in campo internazionale in occasione dei Mondiali juniores di Geilo/Hemsedal 1991; in Coppa del Mondo esordì il 22 gennaio 1993 a Haus in discesa libera (43ª), ottenne il miglior piazzamento il 28 febbraio seguente a Veysonnaz in supergigante (37ª) e prese per l'ultima volta il via il 6 febbraio 1994 a Sierra Nevada nella medesima specialità (42ª). Si ritirò durante la stagione 1994-1995 e la sua ultima gara fu uno slalom gigante FIS disputato il 5 febbraio a Norefjell; non prese parte a rassegne olimpiche o iridate.

## Palmarès

### Campionati norvegesi
- 4 medaglie[senza fonte] (dati dalla stagione 1992-1993):
  - 1 oro (discesa libera nel 1994)[1]
  - 2 argenti (discesa libera, combinata nel 1993)
  -  1 bronzo (combinata nel 1994)[senza fonte]